# Rujm al-Qiran
Rujm al-Qiran oder Rujm Hala el-Qareneh (arabisch: Rujm, Rujma = Grabstein, Stele o. ä.) ist der Name einer ursprünglich eisenzeitlichen turmartigen Befestigung, die von der frührömisch-nabatäischen bis in die byzantinische Zeit erneut militärisch genutzt wurde. Der auf einem Vulkankegel gelegene Fundplatz befindet sich rund neun Kilometer nordwestlich des römischen Castellum Jurf ed-Darawish am Rande der gleichnamigen modernen Ortschaft im Gouvernement at-Tafila im Süden von Jordanien.

## Lage
Die turmartige Befestigung befindet sich in höchster Lage auf dem 1363 Meter hohen Jabal el-Qiran, einem markanten, isoliert liegenden Vulkanhügel. Die Anlage wurde an der nordöstlichen Ecke des Gipfels errichtet und bot ihrer Besatzung einen ausgezeichneten Fernblick über die sich östlich erstreckende Wüste, von der aus feindliche Angriffe erwartet wurden. Von diesem Standort aus konnte die nächste südliche eisenzeitliche Befestigung Rujm el-Jeheirah, die offensichtlich einen sehr ähnlichen architektonischen Aufbau besaß, eingesehen werden.

## Forschungsgeschichte
Am 26. Mai 1934 bestieg der Biblische Archäologe Nelson Glueck (1900–1971) im Rahmen seiner mehrjährigen Expeditionen die Fundstelle auf dem Jabal el-Qiran. Im Rahmen des von 1999 bis 2001 tätigen The Tafila-Busayra Archaeological Survey (TBAS) war im Jahr 2000 auch der kanadische Biblische Archäologe Burton MacDonald mit seiner Mannschaft vor Ort.
Die turmartige Befestigung wurde zwischen 2017 und 2018 ohne weitere archäologische Forschungen durch einen Steinbruch vollständig zerstört.

## Baugeschichte
Die aus Basalt- und Lavablöcken errichtete Ruine mit einem rechteckigen Grundriss, deren Mauern bei Gluecks Besuch noch zu erkennen waren, maßen nach seinen Angaben 15,50 Meter im Quadrat. Damit hätte diese turmartige Befestigung dieselben Ausmaße besessen wie die weiter südlich gelegene Anlage Rujm Tawil Ifjeij. MacDonald konnte bei seiner Untersuchung im Jahre 2000 jedoch nur eine Größe von rund 8 (Nord-Süd) × 6 (Ost-West) Metern feststellen. Auch bei der Angabe zum verwendeten Baumaterial machte MacDonald andere Angaben. Nach seinen Untersuchungen bestand das in sich zusammengefallene Bauwerk aus Hornsteinblöcken, die er im Inneren, das offensichtlich in islamischer Zeit ausgeräumt worden war, näher beschreiben könnte. So wiesen die Blöcke Längen von rund 0,50–0,60 Metern auf. Der freie Innenraum war von den Beduinen einst als Bestattungsplatz genutzt worden. Neben der von MacDonald als Wachturm definierten Ruine fanden der Archäologe und seine Mannschaft weitere Mauerzüge sowie das Gelände terrassierende Mauern rund um das Hauptsegment dieses Wachturms. Die Wissenschaftler bestätigten auch Gluecks Feststellung, dass der Fundplatz eine hervorragende Aussicht in alle Himmelsrichtungen bot.
Unterhalb der Turmstelle wurde von Glueck im Westen eine vergleichsweise moderne Zisterne festgestellt. Südwestlich von dieser Stelle konnte er eine weitere dokumentieren, die seiner Meinung nach möglicherweise nabatäischen Ursprungs gewesen ist. Er hielt es für möglich, dass solche Reservoirs für die Wasserversorgung des Rujm al-Qiran zuständig waren.
Glueck identifizierte bei seiner Feldbegehung 1934 an den Hängen unterhalb des Rujm_al-Qiran zahlreiche edomitische Keramikfragmente der Eisenzeit I (ca. 1200–900 v. Chr.) und II (ca. 900–539 v. Chr.) sowie einige frührömisch-nabatäische Scherben (ca. 63 v. Chr.–135 n. Chr.). MacDonalds Mannschaft konnte im Jahr 2000 vorgeschichtliche Steinwerkzeuge sowie keramisches Material der Eisenzeit II, der frührömisch-nabatäischen Zeit, der spätrömischen Phase (ca. 135–324 n. Chr.) sowie der byzantinischen Ära (ca. 324–660 n. Chr.) sammeln.